# Guajacol
Guajacol ist ein in Guajak-Bäumen vorkommender sekundärer Pflanzenstoff, der sich strukturell vom Anisol und vom Phenol ableitet. Es ist eine Untereinheit im Capsaicin-Molekül sowie in den übrigen Capsaicinoiden.

## Geschichte
Guajacol wurde 1826 von Otto Unverdorben erstmals durch Destillation von Guajakharz hergestellt.

## Vorkommen

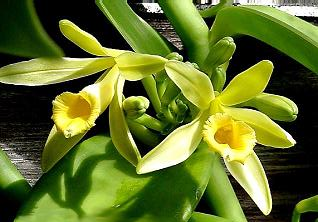
Gewürzvanille enthält natürlicherweise Guajacol

Guajacol kommt in Gewürzvanille, Gemüsekohl (Brassica oleracea var. capitata l.), Echtem Süßholz, Holzteerkreosot und in Holzteeren vor. Den größten Gehalt besitzt Buchenholz sowie Guajakharz.
Guajacol wird neben anderen Phenolen durch thermischen oder mikrobiellen Abbau von Lignin oder phenolischen Säuren (z. B. Ferulasäure) gebildet und kommt daher in vielen Lebensmitteln, vor allem auch in geräucherten Produkten vor.
Guajacol ist einer der Aromastoffe von Whisky, auch kann es für den Korkton im Wein verantwortlich sein.

## Eigenschaften
Guajacol riecht rauchig-medizinisch und schmeckt süß. Die Aromaschwelle in Wasser liegt bei 3 ppb. Mit seiner kräftigen Rauchnote trägt Guajacol wesentlich zum Kaffeearoma und zum Aroma geräucherter Lebensmittel bei. Die Dampfdruckfunktion ergibt sich nach Antoine entsprechend ln(P) = A−(B/(T+C)) (P in kPa, T in K) mit A = 13,6745, B = 3378,850 und C = −104,630 im Temperaturbereich von 373 bis 463 K. Die Verdampfungsenthalpie beträgt am Siedepunkt 52,7 kJ·mol−1.
Mit Eisen(III)-ionen (Eisen(III)-chlorid) ist eine Grünfärbung festzustellen.
Die Methoxygruppe hat nur geringen Einfluss auf die Acidität der phenolischen OH-Gruppe, der pKs-Wert weist einen nur sehr geringen Unterschied zum Phenol (9,99) auf.

## Darstellung
Guajacol 2 wird durch Methylierung von Brenzcatechin (Catechol) 1, mittels Dimethylsulfat hergestellt. Als Nebenprodukt entsteht auch das dimethylierte Produkt, das Veratrol:
Gujacol kann ebenfalls aus o-Anisidin durch Verkochen (ca. 125 bis 130 °C) seines Diazoniumsalzes hergestellt werden:

## Verwendung
Guajacol dient in der Riechstoffindustrie zur Herstellung von Vanillin und Eugenol. In der pharmazeutischen Branche wird es beispielsweise in Arzneimitteln als Expektorans bei Erkrankungen des Bronchialsystems (Guaifenesin) verwendet. In der Beschichtungstechnologie wird es als Antihautmittel für Tinten und Lacke verwendet.